# 笠間 (横浜市)
笠間（かさま）は、神奈川県横浜市栄区の町名。現行行政地名は笠間一丁目から五丁目と笠間町。住居表示は笠間町は未実施区域、笠間一丁目から五丁目は住居表示実施済区域。

## 地理
栄区の西部に位置し、北は栄区飯島町・小菅ヶ谷、東は桂町、東から南東にかけて鎌倉市岩瀬、南は鎌倉市大船、西は柏尾川を挟み鎌倉市岡本と栄区長尾台町に接する。北部を東西に県道原宿六浦線、北東から南西に県道大船停車場矢部線が通る。笠間十字路交差点は両県道を含め六方向に道路が伸び、交通の要衝となっている。南部には栄区と鎌倉市にまたがるJR大船駅があり、以前は鎌倉市側にのみ改札口があったが、2006年には栄区側に笠間口が開設された。南部の、大船駅の北半分を含む部分が1丁目、その東側が2丁目、大船停車場矢部線と原宿六浦線の間が3丁目、原宿六浦線の北側が4丁目、東側が5丁目となっている。

### 地価
住宅地の地価は、2025年（令和7年）1月1日の公示地価によれば、笠間2-9-44の地点で34万7000円/m²、笠間2-9-44の地点で34万7000円/m²となっている。

### 周辺建物
大船駅に近い地区にヤマダデンキ（旧ニチイ跡、さらに大型商業施設「グランシップ」となった）など商業施設がみられ、二丁目の芝浦メカトロニクスや四丁目のタツノなど規模の大きな工場も進出している。三丁目には三井東圧化学の工場があったが撤退し、跡地に大規模マンション・ガーデンアソシエが建設された。

## 歴史

### 沿革
1606年に笠間村が成立。1889年（明治22年）に中野・鍛冶ヶ谷・公田・上野・小菅ヶ谷・桂の各村と合併、鎌倉郡本郷村大字笠間となる。1939年（昭和14年）4月1日に横浜市戸塚区に編入され、戸塚区笠間町が新設されたそれと前後し、1936年（昭和11年）に大日本工作機械（現芝浦メカトロニクス）、1942年（昭和17年）に東洋高圧工業（のちの三井東圧、現在は撤退）の大型工場が進出した。1970年（昭和45年）8月5日に小菅ケ谷町との境界を変更する。1981年（昭和56年）に横浜市立笠間小学校開校。1986年に、分区により栄区笠間町となる。1994年（平成6年）9月26日、住居表示（栄区小菅ケ谷第一次地区）の実施に伴い、小菅ケ谷町の一部を編入し、笠間町の一部を小菅ケ谷一丁目に編入する。2000年（平成12年）10月23日に住居表示（栄区笠間町地区）が実施され、笠間一丁目〜五丁目が新設されたが、㹨川沿いに住居表示未実施の笠間町が残る。

## 世帯数と人口
2025年（令和7年）6月30日現在（横浜市発表）の世帯数と人口は以下の通りである。なお、笠間町の人口は0人である。
| 丁目       | 世帯数    | 人口     |
| ---------- | --------- | -------- |
| 笠間一丁目 | 688世帯   | 1,204人  |
| 笠間二丁目 | 1,450世帯 | 2,886人  |
| 笠間三丁目 | 3,585世帯 | 7,806人  |
| 笠間四丁目 | 814世帯   | 1,803人  |
| 笠間五丁目 | 1,363世帯 | 2,748人  |
| 計         | 7,900世帯 | 16,447人 |

### 人口の変遷
国勢調査による人口の推移。
| 年                 | 人口   |
| ------------------ | ------ |
| 1995年（平成7年）  | 12,127 |
| 2000年（平成12年） | 11,884 |
| 2005年（平成17年） | 15,769 |
| 2010年（平成22年） | 16,427 |
| 2015年（平成27年） | 16,285 |
| 2020年（令和2年）  | 16,489 |

### 世帯数の変遷
国勢調査による世帯数の推移。
| 年                 | 世帯数 |
| ------------------ | ------ |
| 1995年（平成7年）  | 4,812  |
| 2000年（平成12年） | 4,924  |
| 2005年（平成17年） | 6,460  |
| 2010年（平成22年） | 6,966  |
| 2015年（平成27年） | 7,012  |
| 2020年（令和2年）  | 7,332  |

## 学区
市立小・中学校に通う場合、学区は以下の通りとなる（2024年11月時点）。
| 丁目       | 番・番地等                                                        | 小学校               | 中学校               |
| ---------- | ----------------------------------------------------------------- | -------------------- | -------------------- |
| 笠間町     | 全域                                                              | 横浜市立笠間小学校   | 横浜市立西本郷中学校 |
| 笠間一丁目 | 全域                                                              | 横浜市立笠間小学校   | 横浜市立西本郷中学校 |
| 笠間二丁目 | 1〜5番、9番1〜53号 10〜21番、22番1〜37号 22番45〜49号、23番1〜9号 | 横浜市立笠間小学校   | 横浜市立西本郷中学校 |
| 笠間二丁目 | 6〜8番、9番56・57号 22番38〜44号 23番10・11号 24番以降            | 横浜市立西本郷小学校 | 横浜市立西本郷中学校 |
| 笠間三丁目 | 14番8〜39号、15番 16番9〜18号                                     | 横浜市立西本郷小学校 | 横浜市立西本郷中学校 |
| 笠間三丁目 | 1〜13番、14番2〜6号 16番1号、17番以降                             | 横浜市立笠間小学校   | 横浜市立西本郷中学校 |
| 笠間四丁目 | 1〜13番                                                           | 横浜市立笠間小学校   | 横浜市立西本郷中学校 |
| 笠間四丁目 | 14番以降                                                          | 横浜市立西本郷小学校 | 横浜市立西本郷中学校 |
| 笠間五丁目 | 全域                                                              | 横浜市立西本郷小学校 | 横浜市立西本郷中学校 |

## 事業所
2021年（令和3年）現在の経済センサス調査による事業所数と従業員数は以下の通りである。
| 町丁・丁目 | 事業所数  | 従業員数 |
| ---------- | --------- | -------- |
| 笠間町     | 3事業所   | 58人     |
| 笠間一丁目 | 57事業所  | 555人    |
| 笠間二丁目 | 74事業所  | 5,354人  |
| 笠間三丁目 | 85事業所  | 839人    |
| 笠間四丁目 | 29事業所  | 755人    |
| 笠間五丁目 | 41事業所  | 237人    |
| 計         | 289事業所 | 7,798人  |

### 事業者数の変遷
経済センサスによる事業所数の推移。
| 年                 | 事業者数 |
| ------------------ | -------- |
| 2016年（平成28年） | 290      |
| 2021年（令和3年）  | 289      |

### 従業員数の変遷
経済センサスによる従業員数の推移。
| 年                 | 従業員数 |
| ------------------ | -------- |
| 2016年（平成28年） | 4,417    |
| 2021年（令和3年）  | 7,798    |

## 施設
- 横浜市立笠間小学校
- 横浜笠間郵便局[24]
- 笠間中央公園
- 栄警察署 笠間交番

## その他

### 日本郵便
- 郵便番号 : 247-0006[3]（集配局：大船郵便局[25]）

### 警察
町内の警察の管轄区域は以下の通りである。
| 町丁・丁目 | 番・番地等 | 警察署   | 交番・駐在所 |
| ---------- | ---------- | -------- | ------------ |
| 笠間町     | 全域       | 栄警察署 | 笠間交番     |
| 笠間一丁目 | 全域       | 栄警察署 | 笠間交番     |
| 笠間二丁目 | 全域       | 栄警察署 | 笠間交番     |
| 笠間三丁目 | 全域       | 栄警察署 | 笠間交番     |
| 笠間四丁目 | 全域       | 栄警察署 | 笠間交番     |
| 笠間五丁目 | 全域       | 栄警察署 | 笠間交番     |